# Leucochrysa indiga
Leucochrysa indiga är en insektsart som först beskrevs av Navás 1928.  Leucochrysa indiga ingår i släktet Leucochrysa och familjen guldögonsländor. Inga underarter finns listade i Catalogue of Life.